# Visconde de Matalha
Visconde de Matalha é um título nobiliárquico criado por D. Carlos I de Portugal, por Decreto de data desconhecida, em favor de Eduardo Cohen, antes 1.º Barão de Matalha.
Titulares
1. Eduardo Cohen, 1.º Barão e 1.º Visconde de Matalha.